# Луций Ацилий Страбон
Луций Ацилий Страбон (на латински: Lucius Acilius Strabo) е сенатор и политик на Римската империя през 1 век.
Император Клавдий го праща като претор в провинция Кирена. През 59 г. е обвинен в сената, но император Нерон го освобождава. През 80 г. е суфектконсул. По времето на Веспасиан е управител или вероятно само легионски легат на VIII Августовски легион в Горна Германия.